# Mastax
Mastax is een geslacht van kevers uit de familie van de loopkevers (Carabidae). De wetenschappelijke naam van het geslacht is voor het eerst geldig gepubliceerd in 1828 door Fischer von Waldheim.

## Soorten
Het geslacht Mastax omvat de volgende soorten:
- Mastax albonotata Peringuey, 1885
- Mastax alternans Basilewsky, 1959
- Mastax annulata Andrewes, 1924
- Mastax brittoni Quentin, 1952
- Mastax burgeoni Liebke, 1934
- Mastax carissima Bates, 1892
- Mastax confusa Basilewsky, 1959
- Mastax congoensis Basilewsky, 1987
- Mastax elegantula Schmidt-Gobel, 1846
- Mastax euanthes Andrewes, 1924
- Mastax extrema Peringuey, 1896
- Mastax florida Andrewes, 1924
- Mastax formosana Dupuis, 1912
- Mastax fortesculpta Basilewsky, 1988
- Mastax fulvonotata Quentin, 1952
- Mastax gestroi Bates, 1892
- Mastax hargreavesi Liebke, 1931
- Mastax histrio (Fabricius, 1801)
- Mastax humilis Andrewes, 1936
- Mastax kivuensis Basilewsky, 1959
- Mastax klapperichi Jedlicka, 1956
- Mastax kulti Basilewsky, 1949
- Mastax laeviceps Bates, 1891
- Mastax latefasciata Liebke, 1931
- Mastax liebkei Burgeon, 1937
- Mastax louwerensi Andrewes, 1936
- Mastax moesta Schmidt-Goebel, 1846
- Mastax nana Basilewsky, 1949
- Mastax nepalensis Morvan, 1977
- Mastax ochraceonotata Pic, 1912
- Mastax okavango Basilewsky, 1988
- Mastax ornata Schidt-Goebel, 1846
- Mastax ornatella Boheman, 1848
- Mastax pakistana Jedlicka, 1963
- Mastax parreyssi Chaudoir, 1850
- Mastax philippina Jedlicka, 1935
- Mastax poecila Schaum, 1863
- Mastax pulchella (Dejean, 1831)
- Mastax pygmaea Andrewes, 1930
- Mastax raffrayi Chaudoir, 1876
- Mastax rawalpindi Jedlicka, 1963
- Mastax royi Basilewsky, 1969
- Mastax rugiceps Bates, 1892
- Mastax saganicola G.Muller, 1942
- Mastax senegalensis Liebke, 1934
- Mastax striaticeps Chaudoir, 1876
- Mastax subornatella Basilewsky, 1958
- Mastax sudanica Basilewsky, 1959
- Mastax tessmanni Liebke, 1934
- Mastax thermarum (Steven, 1806)
- Mastax tratorius Basilewsky, 1962
- Mastax vegeta Andrewes, 1924